# Sotto due bandiere (film 1936)
Sotto due bandiere (Under Two Flags) è un film di avventura in bianco e nero del 1936 diretto da Frank Lloyd; la sceneggiatura si basa sul romanzo di Ouida Under Two Flags che, pubblicato nell'estate 1867 sulla rivista dell'esercito New London, uscì poi a Londra in forma di libro nel dicembre dello stesso anno. Il romanzo diede spunto a diverse versioni cinematografiche.
Nel cast del film figurano Ronald Colman, Claudette Colbert, Victor McLaglen e Rosalind Russell.

## Trama
Cigarette, mascotte della Legione Straniera, si innamora del soldato Victor. Quando però nel deserto arriva lady Venetia, la ragazza scopre che Victor è in realtà un nobile inglese che ha lasciato il suo paese per sfuggire a un'accusa ingiusta. Gelosa di Venetia, la fidanzata di Victor, Cigarette si confronta con la rivale. Per rendersi conto che Victor non potrà mai essere suo.
Victor, che è odiato dal suo comandante, viene condannato a morte dopo uno scontro con l'ufficiale. Cigarette, cavalca verso il fortino del deserto per impedire la fucilazione, ma non riesce a mostrare l'ordine scritto che porta la grazia del condannato. Disperata, si frappone tra l'uomo che ama e la pallottola, restando ferita mortalmente. Victor potrà tornare in patria insieme a Venetia.

## Produzione
Il film fu prodotto dalla Twentieth Century Fox Film Corporation con un budget stimato di un milione e cinquecentomila dollari. Venne girato dal 28 dicembre 1935 al 5 marzo 1936 ad Imperial County, California, Indio, California, La Quinta, California, Palm Canyon, California, Palm Springs, California, Yuma, Arizona, USA.
Rifacimento di due film muti del 1916 e del 1922, utilizzò diecimila comparse.

## Distribuzione
Il copyright del film, richiesto dalla Twentieth Century-Fox Film Corp., fu registrato il 1º maggio 1936 con il numero LP6595.
Distribuito dalla Twentieth Century Fox Film Corporation, venne presentato in prima a New York il 30 aprile 1936. Uscì nelle sale cinematografiche statunitensi il 1º maggio 1936.

### Versioni cinematografiche diUnder Two Flags
- Under Two Flags, regia di Lucius Henderson (1912)
- Under Two Flags, regia di George Nichols  (1912)
- Under Two Flags, regia di Travers Vale (1915)
- Under Two Flags, regia di J. Gordon Edwards (1916)
- Sotto due bandiere (Under Two Flags), regia di Tod Browning (1922)
- Under Two Jags, regia di George Jeske parodia (1923)
- Sotto due bandiere (Under Two Flags), regia di Frank Lloyd (1936)